# アッソロ (エンナ県)
アッソロ（イタリア語: Assoro）は、イタリア共和国シチリア州エンナ県にある、人口約5,000人の基礎自治体（コムーネ）。

## 地理

### 位置・広がり

#### 隣接コムーネ
隣接するコムーネは以下の通り。CTはカターニア県所属を示す。
- アジーラ
- エンナ
- レオンフォルテ
- ニッソリーア
- ピアッツァ・アルメリーナ
- ラッドゥーザ (CT)
- ラマッカ (CT)
- ヴァルグアルネーラ・カロペーペ